# Campionato del mondo endurance 2012
Il Campionato del mondo endurance 2012 è la prima edizione del Campionato del mondo endurance, viene co-organizzata dalla Federazione Internazionale dell'Automobile (FIA) e dalla Automobile Club de l'Ouest (ACO). Questa nuove serie sostituisce la Intercontinental Le Mans Cup.

## Calendario
| Gara | Evento                     | Circuito                       | Sede                                    | Data         |
| ---- | -------------------------- | ------------------------------ | --------------------------------------- | ------------ |
| 1    | 12 Ore di Sebring          | Circuito di Sebring            | Sebring, Florida, Stati Uniti d'America | 17 marzo     |
| 2    | 6 Ore di Spa-Francorchamps | Circuito di Spa-Francorchamps  | Spa, Belgio                             | 5 maggio     |
| 3    | 24 Ore di Le Mans          | Circuit de la Sarthe           | Le Mans, Francia                        | 16–17 giugno |
| 4    | 6 Ore di Silverstone       | Circuito di Silverstone        | Silverstone, Regno Unito                | 26 agosto    |
| 5    | 6 Ore di San Paolo         | Autódromo José Carlos Pace     | São Paulo, Brasile                      | 15 settembre |
| 6    | 6 Ore del Bahrain          | Bahrain International Circuit  | Sakhir, Bahrein                         | 29 settembre |
| 7    | 6 Ore del Fuji             | Fuji Speedway                  | Oyama, Giappone                         | 14 ottobre   |
| 8    | 6 Ore di Shanghai          | Shanghai International Circuit | Shanghai, Cina                          | 28 ottobre   |

## Scuderie e piloti

### Classe LMP1
| Scuderia              | Vettura                                             | Motore | Pneumatici | #  | Piloti                   | Gare     |
| --------------------- | --------------------------------------------------- | --- | ---------- | -- | ------------------------ | -------- |
| Audi Sport Team Joest | Audi R18 TDI Audi R18 ultra Audi R18 e-tron quattro | Audi TDI 3.7 L Turbo V6 (Diesel) Audi TDI 3.7 L Turbo V6 (Diesel) Audi TDI 3.7 L Turbo V6 (Hybrid Diesel) | M          | 1  | André Lotterer           | Tutti    |
| Audi Sport Team Joest | Audi R18 TDI Audi R18 ultra Audi R18 e-tron quattro | Audi TDI 3.7 L Turbo V6 (Diesel) Audi TDI 3.7 L Turbo V6 (Diesel) Audi TDI 3.7 L Turbo V6 (Hybrid Diesel) | M          | 1  | Benoît Tréluyer          | Tutti    |
| Audi Sport Team Joest | Audi R18 TDI Audi R18 ultra Audi R18 e-tron quattro | Audi TDI 3.7 L Turbo V6 (Diesel) Audi TDI 3.7 L Turbo V6 (Diesel) Audi TDI 3.7 L Turbo V6 (Hybrid Diesel) | M          | 1  | Marcel Fässler           | Tutti    |
| Audi Sport Team Joest | Audi R18 TDI Audi R18 ultra Audi R18 e-tron quattro | Audi TDI 3.7 L Turbo V6 (Diesel) Audi TDI 3.7 L Turbo V6 (Diesel) Audi TDI 3.7 L Turbo V6 (Hybrid Diesel) | M          | 2  | Allan McNish             | Tutti    |
| Audi Sport Team Joest | Audi R18 TDI Audi R18 ultra Audi R18 e-tron quattro | Audi TDI 3.7 L Turbo V6 (Diesel) Audi TDI 3.7 L Turbo V6 (Diesel) Audi TDI 3.7 L Turbo V6 (Hybrid Diesel) | M          | 2  | Tom Kristensen           | Tutti    |
| Audi Sport Team Joest | Audi R18 TDI Audi R18 ultra Audi R18 e-tron quattro | Audi TDI 3.7 L Turbo V6 (Diesel) Audi TDI 3.7 L Turbo V6 (Diesel) Audi TDI 3.7 L Turbo V6 (Hybrid Diesel) | M          | 2  | Dindo Capello            | 1–3      |
| Audi Sport Team Joest | Audi R18 TDI Audi R18 ultra Audi R18 e-tron quattro | Audi TDI 3.7 L Turbo V6 (Diesel) Audi TDI 3.7 L Turbo V6 (Diesel) Audi TDI 3.7 L Turbo V6 (Hybrid Diesel) | M          | 2  | Lucas di Grassi          | 5        |
| Audi Sport Team Joest | Audi R18 TDI Audi R18 ultra Audi R18 e-tron quattro | Audi TDI 3.7 L Turbo V6 (Diesel) Audi TDI 3.7 L Turbo V6 (Diesel) Audi TDI 3.7 L Turbo V6 (Hybrid Diesel) | M          | 3  | Timo Bernhard            | 1        |
| Audi Sport Team Joest | Audi R18 TDI Audi R18 ultra Audi R18 e-tron quattro | Audi TDI 3.7 L Turbo V6 (Diesel) Audi TDI 3.7 L Turbo V6 (Diesel) Audi TDI 3.7 L Turbo V6 (Hybrid Diesel) | M          | 3  | Marc Gené                | 2–3      |
| Audi Sport Team Joest | Audi R18 TDI Audi R18 ultra Audi R18 e-tron quattro | Audi TDI 3.7 L Turbo V6 (Diesel) Audi TDI 3.7 L Turbo V6 (Diesel) Audi TDI 3.7 L Turbo V6 (Hybrid Diesel) | M          | 3  | Romain Dumas             | 1–3      |
| Audi Sport Team Joest | Audi R18 TDI Audi R18 ultra Audi R18 e-tron quattro | Audi TDI 3.7 L Turbo V6 (Diesel) Audi TDI 3.7 L Turbo V6 (Diesel) Audi TDI 3.7 L Turbo V6 (Hybrid Diesel) | M          | 3  | Loïc Duval               | 1–3      |
| Toyota Racing         | Toyota TS030 Hybrid                                 | Toyota RV8 3.4 L V8 (Hybrid)                                                                              | M          | 7  | Nicolas Lapierre         | 3–8      |
| Toyota Racing         | Toyota TS030 Hybrid                                 | Toyota RV8 3.4 L V8 (Hybrid)                                                                              | M          | 7  | Alexander Wurz           | 3–8      |
| Toyota Racing         | Toyota TS030 Hybrid                                 | Toyota RV8 3.4 L V8 (Hybrid)                                                                              | M          | 7  | Kazuki Nakajima          | 3–4, 7   |
| Toyota Racing         | Toyota TS030 Hybrid                                 | Toyota RV8 3.4 L V8 (Hybrid)                                                                              | M          | 8  | Anthony Davidson         | 3        |
| Toyota Racing         | Toyota TS030 Hybrid                                 | Toyota RV8 3.4 L V8 (Hybrid)                                                                              | M          | 8  | Sébastien Buemi          | 3        |
| Toyota Racing         | Toyota TS030 Hybrid                                 | Toyota RV8 3.4 L V8 (Hybrid)                                                                              | M          | 8  | Stéphane Sarrazin        | 3        |
| Rebellion Racing      | Lola B11/60 Lola B12/60                             | Toyota RV8KLM 3.4 L V8 Toyota RV8KLM 3.4 L V8                                                             | M          | 12 | Neel Jani                | Tutti    |
| Rebellion Racing      | Lola B11/60 Lola B12/60                             | Toyota RV8KLM 3.4 L V8 Toyota RV8KLM 3.4 L V8                                                             | M          | 12 | Nicolas Prost            | Tutti    |
| Rebellion Racing      | Lola B11/60 Lola B12/60                             | Toyota RV8KLM 3.4 L V8 Toyota RV8KLM 3.4 L V8                                                             | M          | 12 | Nick Heidfeld            | 1–3      |
| Rebellion Racing      | Lola B11/60 Lola B12/60                             | Toyota RV8KLM 3.4 L V8 Toyota RV8KLM 3.4 L V8                                                             | M          | 13 | Andrea Belicchi          | Tutti    |
| Rebellion Racing      | Lola B11/60 Lola B12/60                             | Toyota RV8KLM 3.4 L V8 Toyota RV8KLM 3.4 L V8                                                             | M          | 13 | Harold Primat            | Tutti    |
| Rebellion Racing      | Lola B11/60 Lola B12/60                             | Toyota RV8KLM 3.4 L V8 Toyota RV8KLM 3.4 L V8                                                             | M          | 13 | Jeroen Bleekemolen       | 1, 3     |
| Rebellion Racing      | Lola B11/60 Lola B12/60                             | Toyota RV8KLM 3.4 L V8 Toyota RV8KLM 3.4 L V8                                                             | M          | 13 | Congfu Cheng             | 8        |
| OAK Racing            | OAK Pescarolo 01                                    | Judd DB 3.4 L V8 Honda LM-V8 3.4 L V8                                                                     | D          | 15 | Dominik Kraihamer        | 1–3, 7–8 |
| OAK Racing            | OAK Pescarolo 01                                    | Judd DB 3.4 L V8 Honda LM-V8 3.4 L V8                                                                     | D          | 15 | Bertrand Baguette        | 1–3, 7–8 |
| OAK Racing            | OAK Pescarolo 01                                    | Judd DB 3.4 L V8 Honda LM-V8 3.4 L V8                                                                     | D          | 15 | Guillaume Moreau         | 1–2      |
| OAK Racing            | OAK Pescarolo 01                                    | Judd DB 3.4 L V8 Honda LM-V8 3.4 L V8                                                                     | D          | 15 | Franck Montagny          | 3        |
| OAK Racing            | OAK Pescarolo 01                                    | Judd DB 3.4 L V8 Honda LM-V8 3.4 L V8                                                                     | D          | 15 | Takuma Sato              | 7–8      |
| Pescarolo Team        | Pescarolo 01 Pescarolo 03                           | Judd GV5 S2 5.0 L V10 Judd DB 3.4 L V8                                                                    | M          | 16 | Jean-Christophe Boullion | 1, 3     |
| Pescarolo Team        | Pescarolo 01 Pescarolo 03                           | Judd GV5 S2 5.0 L V10 Judd DB 3.4 L V8                                                                    | M          | 16 | Emmanuel Collard         | 1, 3     |
| Pescarolo Team        | Pescarolo 01 Pescarolo 03                           | Judd GV5 S2 5.0 L V10 Judd DB 3.4 L V8                                                                    | M          | 16 | Julien Jousse            | 1        |
| Pescarolo Team        | Pescarolo 01 Pescarolo 03                           | Judd GV5 S2 5.0 L V10 Judd DB 3.4 L V8                                                                    | M          | 16 | Stuart Hall              | 3        |
| Pescarolo Team        | Dome S102.5                                         | Judd DB 3.4 L V8                                                                                          | M          | 17 | Sébastien Bourdais       | 2–3      |
| Pescarolo Team        | Dome S102.5                                         | Judd DB 3.4 L V8                                                                                          | M          | 17 | Nicolas Minassian        | 2–3      |
| Pescarolo Team        | Dome S102.5                                         | Judd DB 3.4 L V8                                                                                          | M          | 17 | Seiji Ara                | 3        |
| Strakka Racing        | HPD ARX-03a                                         | Honda LM-V8 3.4 L V8                                                                                      | M          | 21 | Jonny Kane               | Tutti    |
| Strakka Racing        | HPD ARX-03a                                         | Honda LM-V8 3.4 L V8                                                                                      | M          | 21 | Nick Leventis            | Tutti    |
| Strakka Racing        | HPD ARX-03a                                         | Honda LM-V8 3.4 L V8                                                                                      | M          | 21 | Danny Watts              | Tutti    |
| JRM                   | HPD ARX-03a                                         | Honda LM-V8 3.4 L V8                                                                                      | M          | 22 | David Brabham            | Tutti    |
| JRM                   | HPD ARX-03a                                         | Honda LM-V8 3.4 L V8                                                                                      | M          | 22 | Karun Chandhok           | Tutti    |
| JRM                   | HPD ARX-03a                                         | Honda LM-V8 3.4 L V8                                                                                      | M          | 22 | Peter Dumbreck           | Tutti    |

## Risultati e Classifiche

### Risultati
| Gara | Evento                     | Vincitori LMP1                                  | Vincitori LMP2                                     | Vincitori LMGTE Pro                                | Vincitori LMGTE Am                              |
| ---- | -------------------------- | ----------------------------------------------- | -------------------------------------------------- | -------------------------------------------------- | ----------------------------------------------- |
| 1    | 12 Ore di Sebring          | No. 2 Audi Sport Team Joest                     | No. 44 Starworks Motorsport                        | No. 71 AF Corse                                    | No. 88 Team Felbermayr-Proton                   |
| 1    | 12 Ore di Sebring          | Allan McNish Tom Kristensen Rinaldo Capello     | Ryan Dalziel Enzo Potolicchio Stéphane Sarrazin    | Andrea Bertolini Marco Cioci Olivier Beretta       | Christian Ried Paolo Ruberti Gianluca Roda      |
| 2    | 6 Ore di Spa-Francorchamps | No. 3 Audi Sport Team Joest                     | No. 25 ADR-Delta                                   | No. 77 Team Felbermayr-Proton                      | No. 88 Team Felbermayr-Proton                   |
| 2    | 6 Ore di Spa-Francorchamps | Romain Dumas Loïc Duval Marc Gené               | John Martin Robbie Kerr Tor Graves                 | Marc Lieb Richard Lietz                            | Christian Ried Gianluca Roda Paolo Ruberti      |
| 3    | 24 Ore di Le Mans          | No. 1 Audi Sport Team Joest                     | No. 44 Starworks Motorsport                        | No. 51 AF Corse                                    | No. 50 Larbre Compétition                       |
| 3    | 24 Ore di Le Mans          | Marcel Fässler Benoît Tréluyer André Lotterer   | Ryan Dalziel Enzo Potolicchio Tom Kimber-Smith     | Gianmaria Bruni Giancarlo Fisichella Toni Vilander | Patrick Bornhauser Julien Canal Pedro Lamy      |
| 4    | 6 Ore di Silverstone       | No. 1 Audi Sport Team Joest                     | No. 25 ADR-Delta                                   | No. 51 AF Corse                                    | No. 61 AF Corse-Waltrip                         |
| 4    | 6 Ore di Silverstone       | Marcel Fässler Benoît Tréluyer André Lotterer   | Jan Charouz Tor Graves John Martin                 | Giancarlo Fisichella Gianmaria Bruni               | Piergiuseppe Perazzini Marco Cioci Matt Griffin |
| 5    | 6 Ore di San Paolo         | No. 7 Toyota Racing                             | No. 44 Starworks Motorsport                        | No. 51 AF Corse                                    | No. 88 Team Felbermayr-Proton                   |
| 5    | 6 Ore di San Paolo         | Alexander Wurz Nicolas Lapierre                 | Ryan Dalziel Enzo Potolicchio Stéphane Sarrazin    | Giancarlo Fisichella Gianmaria Bruni               | Christian Ried Gianluca Roda Paolo Ruberti      |
| 6    | 6 Ore del Bahrain          | No. 1 Audi Sport Team Joest                     | No. 49 Pecom Racing                                | No. 51 AF Corse                                    | No. 88 Team Felbermayr-Proton                   |
| 6    | 6 Ore del Bahrain          | Marcel Fässler Benoît Tréluyer André Lotterer   | Luís Pérez Companc Nicolas Minassian Pierre Kaffer | Giancarlo Fisichella Toni Vilander                 | Christian Ried Gianluca Roda Paolo Ruberti      |
| 7    | 6 Ore del Fuji             | No. 7 Toyota Racing                             | No. 25 ADR-Delta                                   | No. 77 Team Felbermayr-Proton                      | No. 50 Larbre Compétition                       |
| 7    | 6 Ore del Fuji             | Alexander Wurz Nicolas Lapierre Kazuki Nakajima | Tor Graves John Martin Shinji Nakano               | Marc Lieb Richard Lietz                            | Patrick Bornhauser Julien Canal Pedro Lamy      |
| 8    | 6 ore di Shanghai          | No. 7 Toyota Racing                             | No. 25 ADR-Delta                                   | No.97 Aston Martin Racing                          | No. 50 Larbre Compétition                       |
| 8    | 6 ore di Shanghai          | Alexander Wurz Nicolas Lapierre                 | Tor Graves John Martin Mathias Beche               | Stefan Mücke Darren Turner                         | Patrick Bornhauser Julien Canal Pedro Lamy      |

### Classifiche
Le iscrizioni erano necessarie per completare la gara cronometrata e per completare il 70% della distanza di gara complessiva dell'auto vincente al fine di guadagnare punti in campionato. Un singolo punto bonus è stato assegnato al team e a tutti i piloti della vettura in pole position in qualifica in ogni categoria. Per la 24 Ore di Le Mans, l'assegnazione dei punti è stata raddoppiata.
| Sistema punti | Sistema punti | Sistema punti | Sistema punti | Sistema punti | Sistema punti | Sistema punti | Sistema punti | Sistema punti | Sistema punti | Sistema punti | Sistema punti      |
| Pos.          | 1°            | 2°            | 3°            | 4°            | 5°            | 6°            | 7°            | 8°            | 9°            | 10°           | Altri classificati |
| ------------- | ------------- | ------------- | ------------- | ------------- | ------------- | ------------- | ------------- | ------------- | ------------- | ------------- | ------------------ |
| Punti         | 25            | 18            | 15            | 12            | 10            | 8             | 6             | 4             | 2             | 1             | 0.5                |

#### Classifica del Mondo Piloti

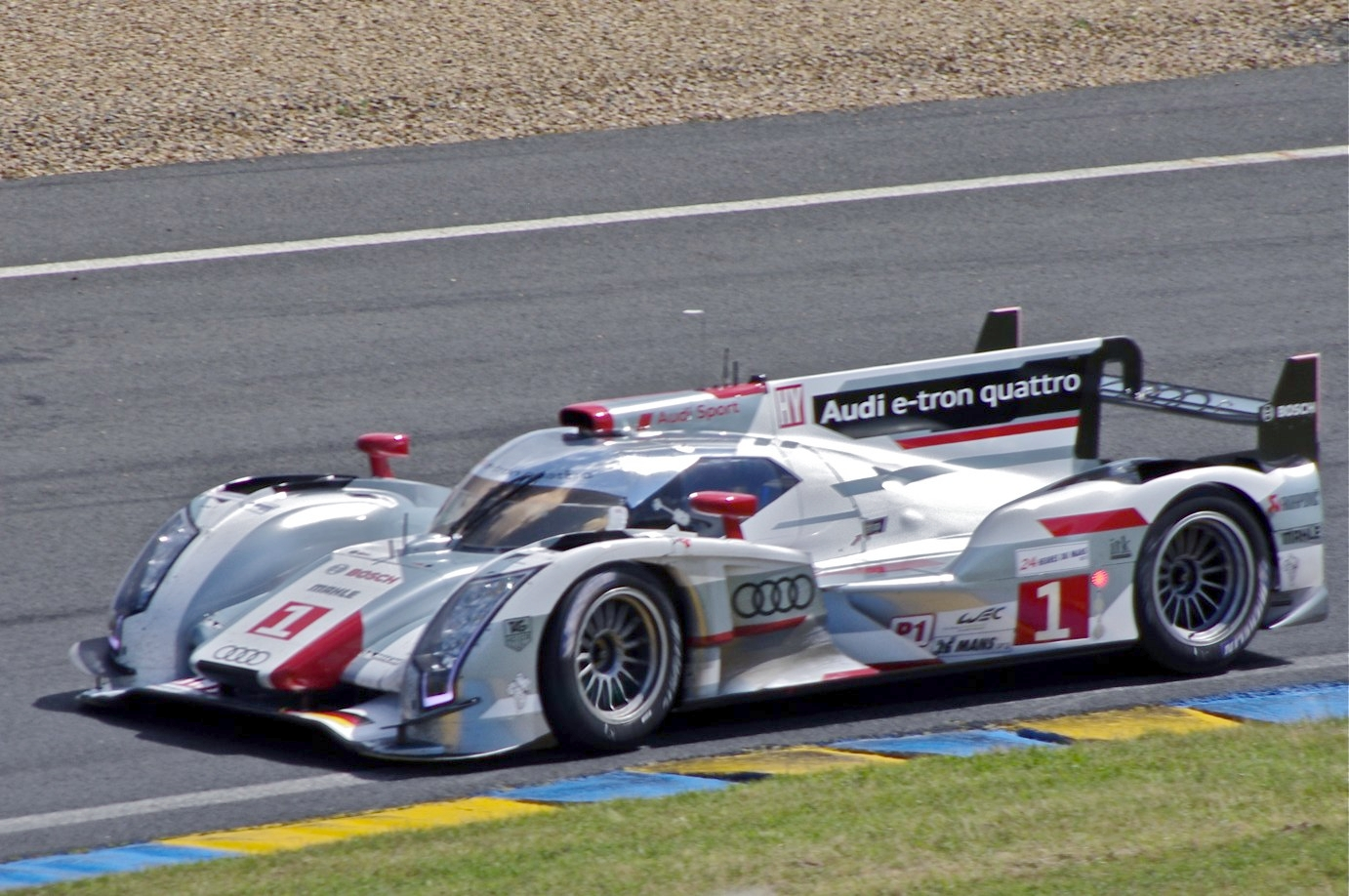
André Lotterer, Benoît Tréluyer e Marcel Fässler hanno vinto il Campionato del Mondo Endurance Piloti

André Lotterer, Benoît Tréluyer e Marcel Fässler hanno vinto il Campionato del Mondo Piloti alla 6 Ore di Shanghai. Avevano vinto tre gare tra cui la 24 Ore di Le Mans alla guida della vettura numero 1 dell'Audi Sport Team Joest.
| Pos. | Piloti                   | Team                   | SEB | SPA | LMS | SIL | SÃO | BHR | FUJ | SHA | Punti |
| ---- | ------------------------ | ---------------------- | --- | --- | --- | --- | --- | --- | --- | --- | ----- |
| 1=   | André Lotterer           | Audi Sport Team Joest  | 11  | 2   | 1   | 1   | 2   | 1   | 2   | 3   | 172.5 |
| 1=   | Benoît Tréluyer          | Audi Sport Team Joest  | 11  | 2   | 1   | 1   | 2   | 1   | 2   | 3   | 172.5 |
| 1=   | Marcel Fässler           | Audi Sport Team Joest  | 11  | 2   | 1   | 1   | 2   | 1   | 2   | 3   | 172.5 |
| 2=   | Allan McNish             | Audi Sport Team Joest  | 1   | 3   | 2   | 3   | 3   | 2   | 3   | 2   | 159   |
| 2=   | Tom Kristensen           | Audi Sport Team Joest  | 1   | 3   | 2   | 3   | 3   | 2   | 3   | 2   | 159   |
| 3=   | Alexander Wurz           | Toyota Racing          |     |     | Rit | 2   | 1   | Rit | 1   | 1   | 96    |
| 3=   | Nicolas Lapierre         | Toyota Racing          |     |     | Rit | 2   | 1   | Rit | 1   | 1   | 96    |
| 4=   | Nicolas Prost            | Rebellion Racing       | 17  | 4   | 3   | 6   | 4   | 4   | 4   | Rit | 86.5  |
| 4=   | Neel Jani                | Rebellion Racing       | 17  | 4   | 3   | 6   | 4   | 4   | 4   | Rit | 86.5  |
| 5    | Rinaldo Capello          | Audi Sport Team Joest  | 1   | 3   | 2   |     |     |     |     |     | 77    |
| 6=   | Romain Dumas             | Audi Sport Team Joest  | 2   | 1   | 4   |     |     |     |     |     | 67    |
| 6=   | Loïc Duval               | Audi Sport Team Joest  | 2   | 1   | 4   |     |     |     |     |     | 67    |
| 7=   | Nick Leventis            | Strakka Racing         | 8   | 6   | 22  | 5   | 5   | 3   | 6   | 6   | 64    |
| 7=   | Jonny Kane               | Strakka Racing         | 8   | 6   | 22  | 5   | 5   | 3   | 6   | 6   | 64    |
| 7=   | Danny Watts              | Strakka Racing         | 8   | 6   | 22  | 5   | 5   | 3   | 6   | 6   | 64    |
| 8=   | Harold Primat            | Rebellion Racing       | 19  | 5   | 9   | 4   | 6   | 5   | 7   | 4   | 62.5  |
| 8=   | Andrea Belicchi          | Rebellion Racing       | 19  | 5   | 9   | 4   | 6   | 5   | 7   | 4   | 62.5  |
| 9    | Enzo Potolicchio         | Starworks Motorsport   | 3   | 29  | 6   | 9   | 7   | 8   | 9   | 8   | 53.5  |
| 10=  | Peter Dumbreck           | JRM                    | 12  | 9   | 5   | 7   | 9   | Rit | 5   | 5   | 50.5  |
| 10=  | David Brabham            | JRM                    | 12  | 9   | 5   | 7   | 9   | Rit | 5   | 5   | 50.5  |
| 10=  | Karun Chandhok           | JRM                    | 12  | 9   | 5   | 7   | 9   | Rit | 5   | 5   | 50.5  |
| 11   | Marc Gené                | Audi Sport Team Joest  |     | 1   | 4   |     |     |     |     |     | 49    |
| 12   | Ryan Dalziel             | Starworks Motorsport   | 3   | 29  | 6   | 9   | 7   |     | 9   | 8   | 48.5  |
| 13   | Kazuki Nakajima          | Toyota Racing          |     |     | Rit | 2   |     |     | 1   |     | 44    |
| 14   | Nick Heidfeld            | Rebellion Racing       | 17  | 4   | 3   |     |     |     |     |     | 42.5  |
| 15   | Stéphane Sarrazin        | Starworks Motorsport   | 3   | 29  |     | 9   | 7   | 8   | 9   | 8   | 37.5  |
| 15   | Stéphane Sarrazin        | Toyota Racing          |     |     | Rit |     |     |     |     |     | 37.5  |
| 16=  | Pierre Kaffer            | Pecom Racing           | 6   | 20  | 7   | 11  | 8   | 6   | 11  | 10  | 34.5  |
| 16=  | Luís Pérez Companc       | Pecom Racing           | 6   | 20  | 7   | 11  | 8   | 6   | 11  | 10  | 34.5  |
| 17=  | Tor Graves               | ADR-Delta              | 9   | 7   | 11  | 8   | 12  | 20  | 8   | 7   | 26    |
| 17=  | John Martin              | ADR-Delta              | 9   | 7   | 11  | 8   | 12  | 20  | 8   | 7   | 26    |
| 18   | Soheil Ayari             | Pecom Racing           | 6   | 20  | 7   | 11  |     |     |     |     | 21    |
| 19   | Tom Kimber-Smith         | Starworks Motorsport   |     |     | 6   |     |     | 8   |     |     | 21    |
| 20=  | Olivier Pla              | OAK Racing             | 4   | 13  | Rit | 13  | 10  | 11  | 10  | 9   | 18.5  |
| 20=  | Jacques Nicolet          | OAK Racing             | 4   | 13  | Rit | 13  | 10  | 11  | 10  | 9   | 18.5  |
| 21   | Timo Bernhard            | Audi Sport Team Joest  | 2   |     |     |     |     |     |     |     | 18    |
| 22   | Lucas di Grassi          | Audi Sport Team Joest  |     |     |     |     | 3   |     |     |     | 15    |
| 23   | Nicolas Minassian        | Pescarolo Team         |     | 11  | NC  |     |     |     |     |     | 14    |
| 23   | Nicolas Minassian        | Pecom Racing           |     |     |     |     | 8   | 6   | 11  | 10  | 14    |
| 24   | Congfu Cheng             | Rebellion Racing       |     |     |     |     |     |     |     | 4   | 12    |
| 25=  | Pierre Ragues            | Signatech-Nissan       |     | 25  | 8   | 10  | 14  | 10  | EX  | 13  | 11.5  |
| 25=  | Nelson Panciatici        | Signatech-Nissan       |     | 25  | 8   | 10  | 14  | 10  | EX  | 13  | 11.5  |
| 25=  | Roman Rusinov            | Signatech-Nissan       |     | 25  | 8   | 10  | 14  | 10  | EX  | 13  | 11.5  |
| 26=  | Elton Julian             | Greaves Motorsport     | 7   | 12  | 10  | 17  | 11  | 12  | 14  | 15  | 11    |
| 26=  | Christian Zugel          | Greaves Motorsport     | 7   | 12  | 10  | 17  | 11  | 12  | 14  | 15  | 11    |
| 27   | Ricardo González         | Greaves Motorsport     | 7   | 12  | 10  | 17  |     | 12  | 14  | 15  | 10.5  |
| 28=  | Emmanuel Collard         | Pescarolo Team         | 5   |     | Rit |     |     |     |     |     | 10    |
| 28=  | Jean-Christophe Boullion | Pescarolo Team         | 5   |     | DNS |     |     |     |     |     | 10    |
| 28=  | Julien Jousse            | Pescarolo Team         | 5   |     |     |     |     |     |     |     | 10    |
| 29   | Robbie Kerr              | ADR-Delta              | 9   | 7   |     |     |     |     |     |     | 9     |
| 30=  | Olivier Lombard          | Signatech-Nissan       | Rit | 28  | 14  | Rit | Rit | 7   | 15  | 11  | 8.5   |
| 30=  | Jordan Tresson           | Signatech-Nissan       | Rit | 28  | 14  | Rit | Rit | 7   | 15  | 11  | 8.5   |
| 31   | Franck Mailleux          | Signatech-Nissan       | Rit | 28† | 14  | Rit | Rit | 7   | 15  | 11  | 8     |
| 32   | Jan Charouz              | ADR-Delta              |     |     | 11  | 8   | 12  |     |     |     | 7.5   |
| 32   | Jan Charouz              | Lotus                  |     |     |     |     |     |     |     | Rit | 7.5   |
| 33=  | Darren Turner            | Aston Martin Racing    | 18  | Rit | 17  | 19  | 17  | 14  | 19  | 16  | 7     |
| 33=  | Stefan Mücke             | Aston Martin Racing    | 18  | Rit | 17  | 19  | 17  | 14  | 19  | 16  | 7     |
| 34   | Matthieu Lahaye          | OAK Racing             | 4†  | 13  | Rit | 13  | 10  | 11  | 10  | 9   | 6.5   |
| 35   | Mathias Beche            | ADR-Delta              |     |     |     |     |     |     |     | 7   | 6     |
| 36   | David Heinemeier Hansson | OAK Racing             |     | 8   | 12  | 14  |     |     |     |     | 5.5   |
| 37=  | Marc Lieb                | Team Felbermayr-Proton | 14  | 14  | Rit | 23  | 18  | 15  | 17  | 17  | 5.5   |
| 37=  | Richard Lietz            | Team Felbermayr-Proton | 14  | 14  | Rit | 23  | 18  | 15  | 17  | 17  | 5.5   |
| 38=  | Paolo Ruberti            | Team Felbermayr-Proton | 15  | 19  | Rit | 21  | 20  | 17  | 23  | 20  | 5.5   |
| 38=  | Gianluca Roda            | Team Felbermayr-Proton | 15  | 19  | Rit | 21  | 20  | 17  | 23  | 20  | 5.5   |
| 38=  | Christian Ried           | Team Felbermayr-Proton | 15  | 19  | Rit | 21  | 20  | 17  | 23  | 20  | 5.5   |
| 39   | Bas Leinders             | OAK Racing             |     | 8   | 12  |     |     |     |     |     | 5     |
| 40=  | Jean-Philippe Belloc     | Larbre Compétition     | 16  | Rit | 21  | 25  | 21  | 22  | 24  | 23  | 5     |
| 40=  | Pascal Gibon             | Larbre Compétition     | 16  |     | 21  | 25  | 21  | 22  | 24  | 23  | 5     |
| Pos. | Piloti                   | Team                   | SEB | SPA | LMS | SIL | SÃO | BHR | FUJ | SHA | Punti |

#### Campionato del Mondo Costruttori

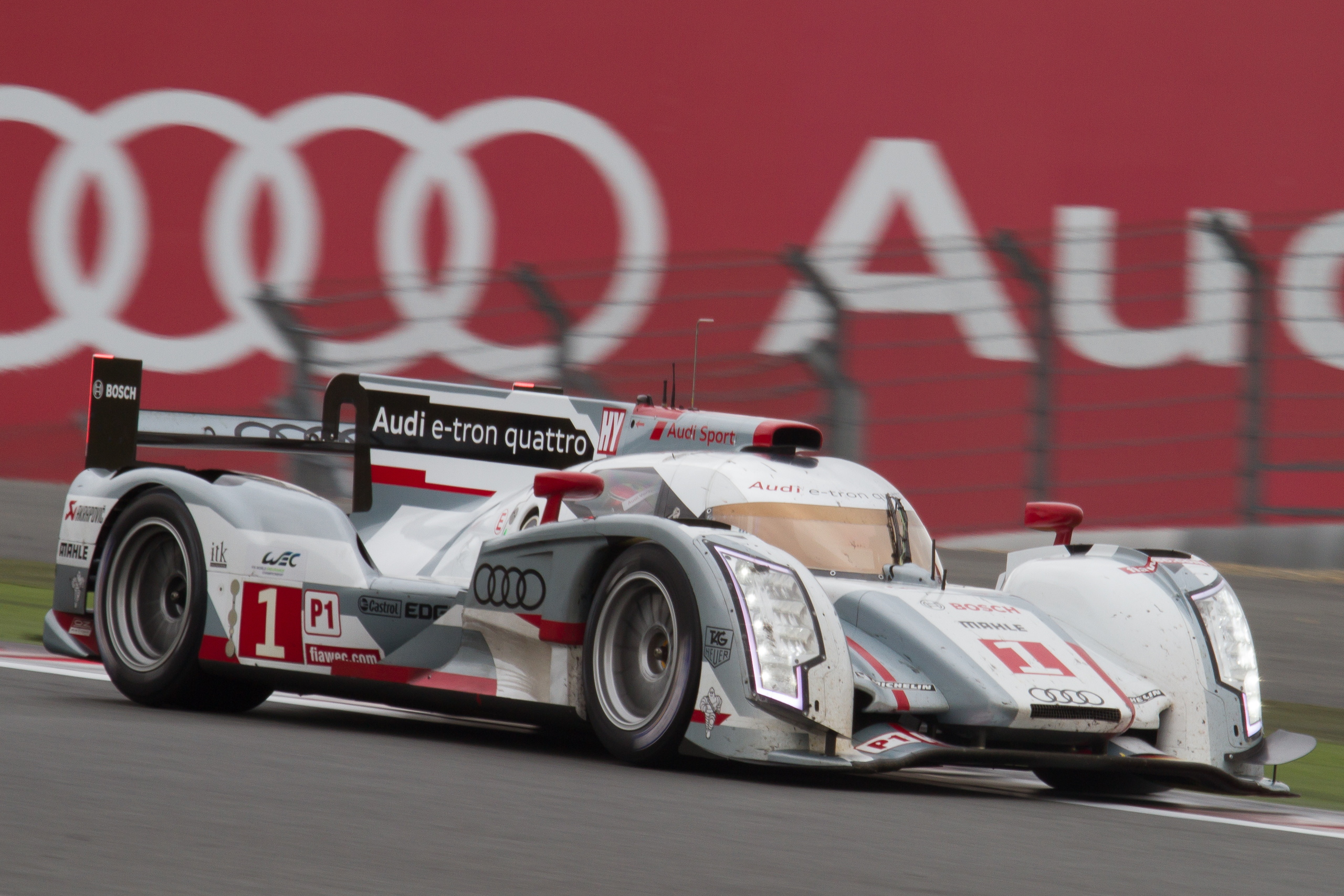
Audi ha vinto il Campionato del Mondo Endurance per costruttori LMP1 con la R18

Il FIA LMP1 Manufacturers' World Endurance Championship è stato aperto alle iscrizioni dei costruttori per l'intera stagione che partecipano alla categoria LMP1. I punti sono stati assegnati solo alla voce con il punteggio più alto per quel produttore per ogni evento. Inoltre, solo i punteggi di sei eventi contavano per il campionato, Le Mans più i cinque migliori risultati di gara nel corso della stagione.  Audi si assicurò il Campionato del Mondo Costruttori alla 6 Ore di Silverstone dopo quattro vittorie consecutive nella prima metà del campionato.
| Pos. | Piloti | SEB | SPA | LMS | SIL | SÃO | BHR | FUJ | SHA | Punti     |
| ---- | ------ | --- | --- | --- | --- | --- | --- | --- | --- | --------- |
| 1    | Audi   | 1   | 1   | 1   | 1   | 2   | 1   | 2   | 2   | 173 (209) |
| 2    | Toyota |     |     | Rit | 2   | 1   | Rit | 1   | 1   | 96        |

#### La Coppa del Mondo Costruttori LMGTE

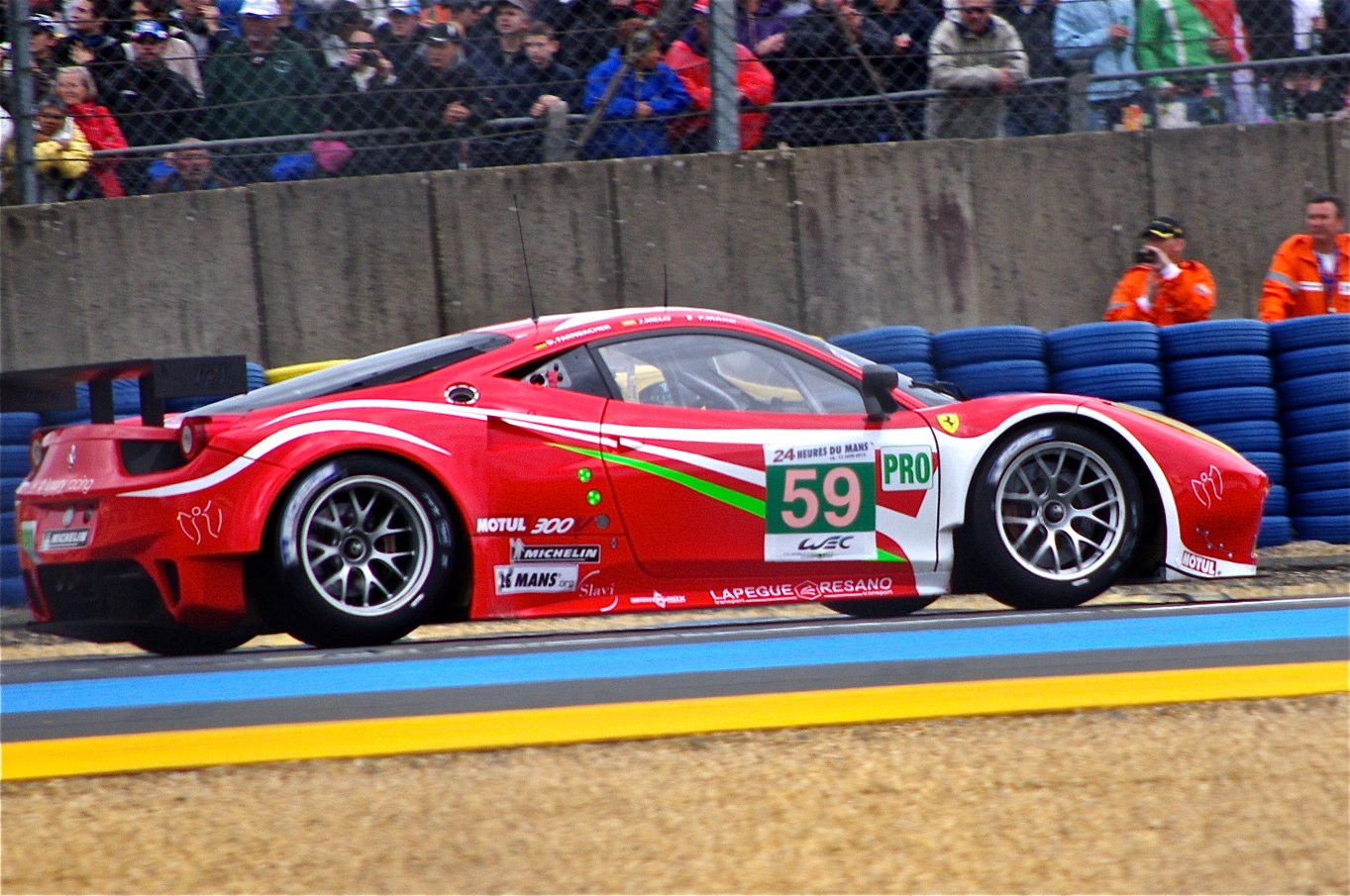
Ferrari ha vinto la Coppa del Mondo costruttori LMGTE con la Ferrari 458 Italia

La Coppa del Mondo Costruttori LMGTE era aperta alle iscrizioni dei costruttori per l'intera stagione che partecipavano a una delle due categorie LMGTE. I risultati nelle categorie LMGTE Pro e LMGTE Am sono stati combinati per la Coppa del Mondo.  Solo le due migliori vetture classificate dello stesso costruttore in un evento hanno ottenuto punti per la Coppa del Mondo. La Ferrari si è assicurata il titolo di Coppa del Mondo Costruttori alla 6 Ore del Bahrain dopo quattro vittorie consecutive.
| Pos. | Motori    | SEB | SPA | LMS | SIL | SÃO | BHR | FUJ | SHA | Punti |
| ---- | --------- | --- | --- | --- | --- | --- | --- | --- | --- | ----- |
| 1    | Ferrari   | 1   | 2   | 1   | 1   | 1   | 1   | 2   | 2   | 338   |
| 1    | Ferrari   | 6   | 3   | 2   | 2   | 3   | 3   | 3   | 5   | 338   |
| 2    | Porsche   | 2   | 1   | 8   | 3   | 2   | 2   | 1   | 1   | 233   |
| 2    | Porsche   | 3   | 5   | Rit | 5   | 4   | 4   | 6   | 4   | 233   |
| 3    | Chevrolet | 4   | 6   | 3   | 6   | 5   | 7   | 4   | 3   | 143   |
| 3    | Chevrolet | 5   | Rit | 6   | EX  | EX  | 8   | 7   | 7   | 143   |

#### Trofeo LMP1

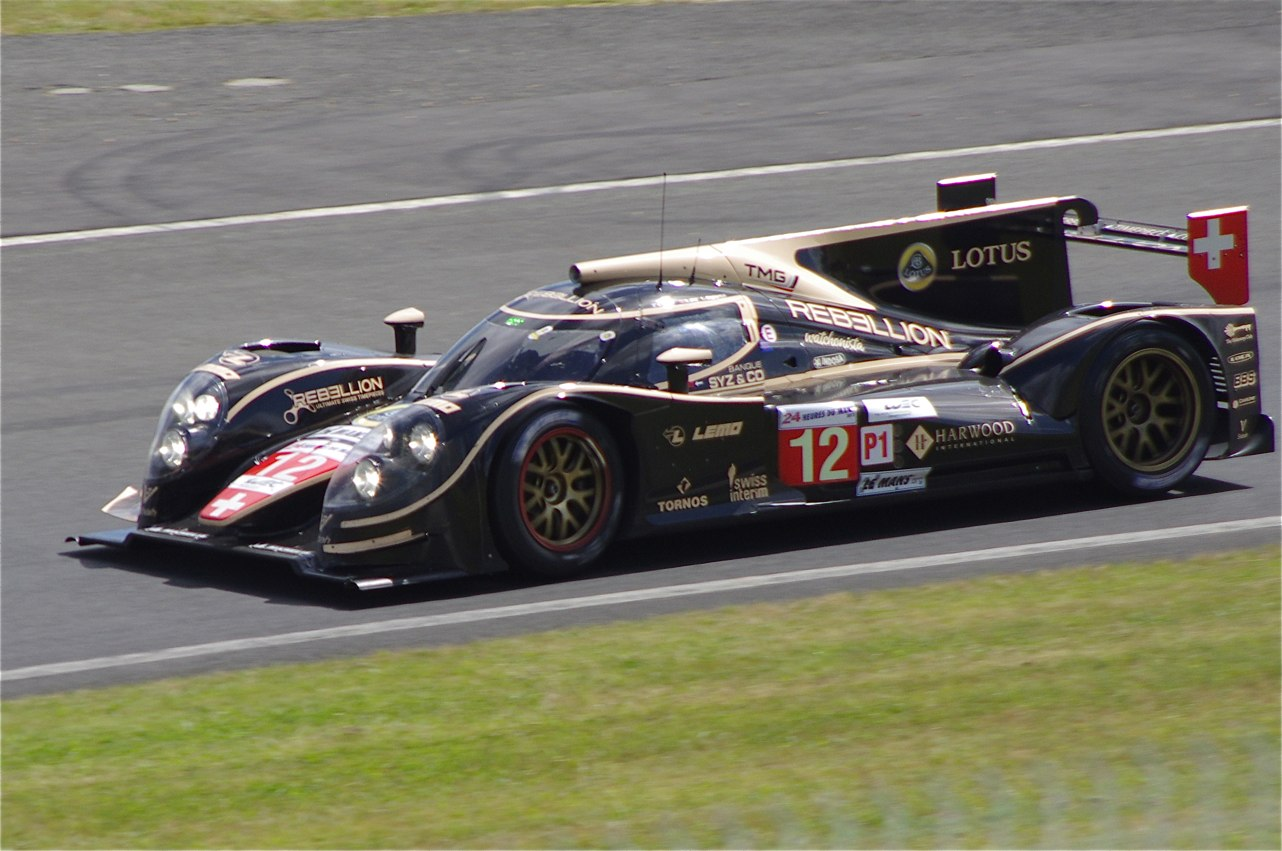
Rebellion Racing ha vinto il FIA Endurance Trophy per i team privati LMP1 con la loro Lola B12/60

Il FIA Endurance Trophy per i team LMP1 era aperto alle iscrizioni private LMP1 per l'intera stagione non designate come produttori. Solo l'auto meglio classificata di una squadra in ogni evento ha ottenuto punti per il Trofeo. Rebellion Racing si è assicurata il Trofeo LMP1 alla 6 Ore del Fuji, vincendo cinque delle prime sette gare della stagione, tra cui cinque gare con entrambe le vetture del team sul podio privato.
| Pos. | Team             | SEB | SPA | LMS | SIL | SÃO | BHR | FUJ | SHA | Punti |
| ---- | ---------------- | --- | --- | --- | --- | --- | --- | --- | --- | ----- |
| 1    | Rebellion Racing | 4   | 1   | 1   | 1   | 1   | 2   | 1   | 1   | 205   |
| 2    | Strakka Racing   | 2   | 3   | 4   | 2   | 2   | 1   | 3   | 3   | 148   |
| 3    | JRM              | 3   | 4   | 2   | 4   | 4   | Rit | 2   | 2   | 123   |
| 4    | OAK Racing       | 6   | Rit | Rit |     |     |     | 5   | 4   | 30    |
| 5    | Pescarolo Team   | 1   |     | Rit |     |     |     |     |     | 25    |

#### Trofeo LMP2

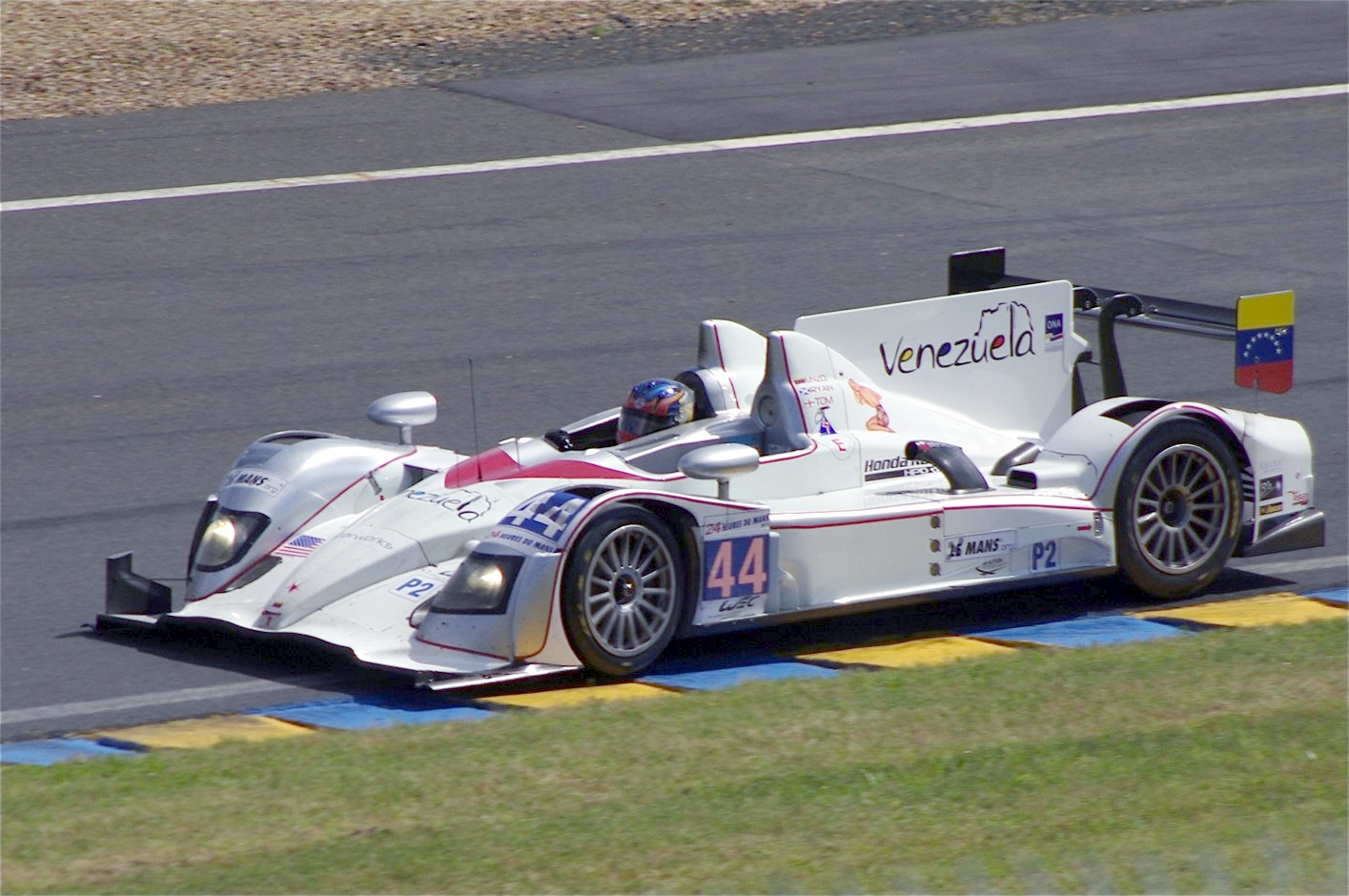
Starworks Motorsport ha vinto il FIA Endurance Trophy per i team LMP2 con la loro HONDA HPD ARX-03b

Starworks Motorsport ha vinto il Trofeo LMP2 alla 6 Ore del Fuji, vincendo tre gare e guadagnando quattro pole position di classe.
| Pos. | Team                    | SEB | SPA | LMS | SIL | SÃO | BHR | FUJ | SHA | Punti |
| ---- | ----------------------- | --- | --- | --- | --- | --- | --- | --- | --- | ----- |
| 1    | Starworks Motorsport    | 1   | 8   | 1   | 2   | 1   | 3   | 2   | 2   | 177   |
| 2    | ADR-Delta               | 5   | 1   | 4   | 1   | 5   | 6   | 1   | 1   | 154   |
| 3    | PeCom Racing            | 3   | 6   | 2   | 3   | 2   | 1   | 4   | 4   | 141   |
| 4    | OAK Racing              | 2   | 4   | Rit | 4   | 3   | 4   | 3   | 3   | 100   |
| 5    | Greaves Motorsport      | 4   | 3   | 3   | 7   | 4   | 5   | 6   | 7   | 99    |
| 6    | Signatech-Nissan        | Rit | 7   | 5   | Rit | Rit | 2   | 7   | 5   | 60    |
| 7    | Gulf Racing Middle East | 7   | 2   | Rit | 5   | 7   | Rit | 5   | Rit | 44    |
| 8    | Lotus                   | 6   | Rit | Rit | 6   | 6   | Rit | Rit | 6   | 32    |

#### Trofeo LMGTE Pro

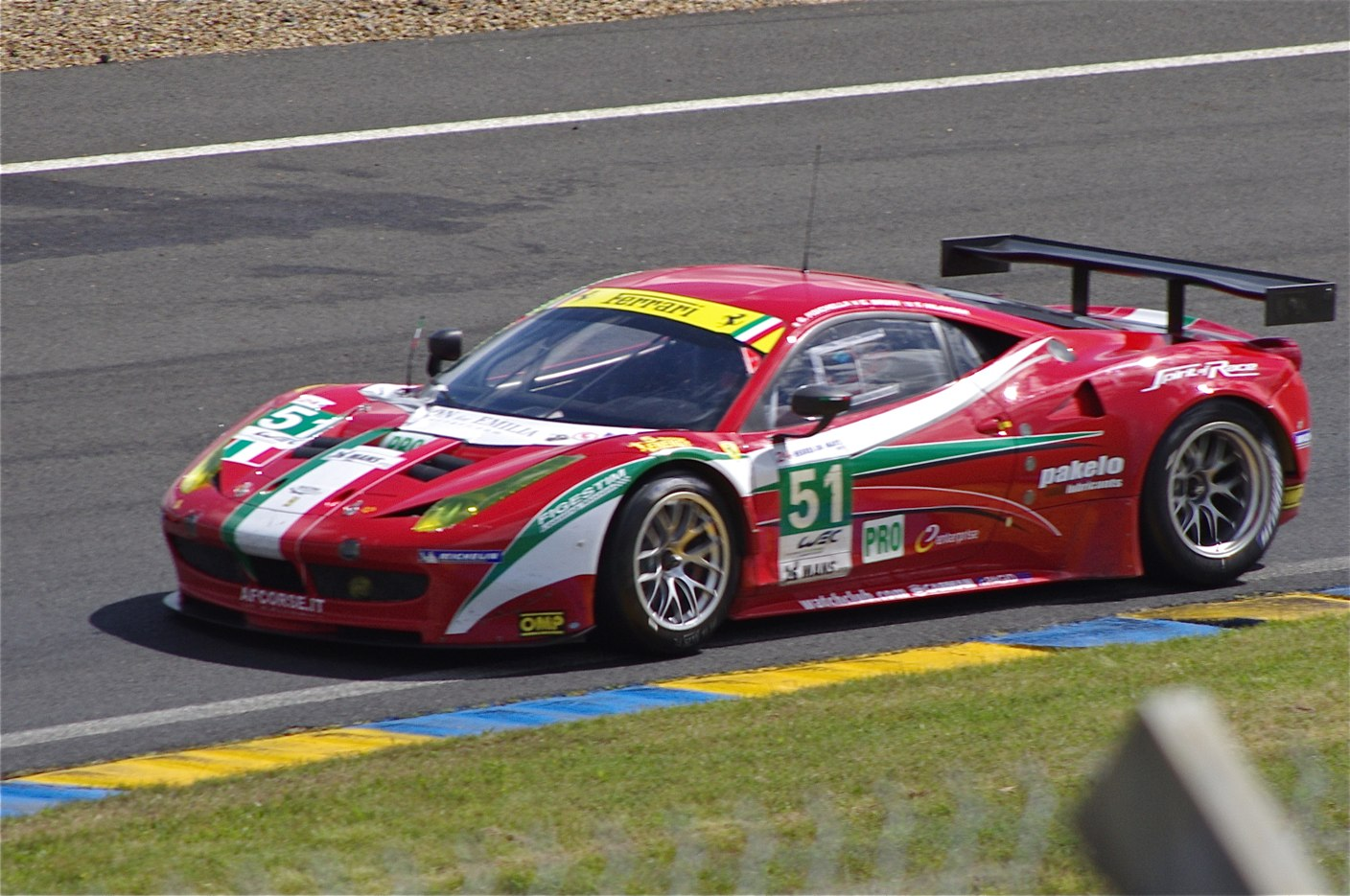
AF Corse ha vinto il FIA Endurance Trophy per i team LMGTE PRO con la loro Ferrari 458 Italia

Il Trofeo LMGTE Pro è stato vinto da AF Corse, che si è assicurata il campionato alla 6 Ore del Bahrain. Il team aveva terminato ogni gara della stagione al primo o al secondo posto con una delle sue due Ferrari.
| Pos. | Team                   | SEB | SPA | LMS | SIL | SÃO | BHR | FUJ | SHA | Punti |
| ---- | ---------------------- | --- | --- | --- | --- | --- | --- | --- | --- | ----- |
| 1    | AF Corse               | 1   | 2   | 1   | 1   | 1   | 1   | 2   | 3   | 201   |
| 2    | Aston Martin Racing    | 3   | Rit | 3   | 2   | 2   | 2   | 3   | 1   | 142   |
| 3    | Team Felbermayr-Proton | 2   | 1   | Rit | 3   | 3   | 3   | 1   | 2   | 133   |
| 4    | Luxury Racing          | Rit | 3   | 2   |     |     |     |     |     | 53    |

#### Trofeo LMGTE Am

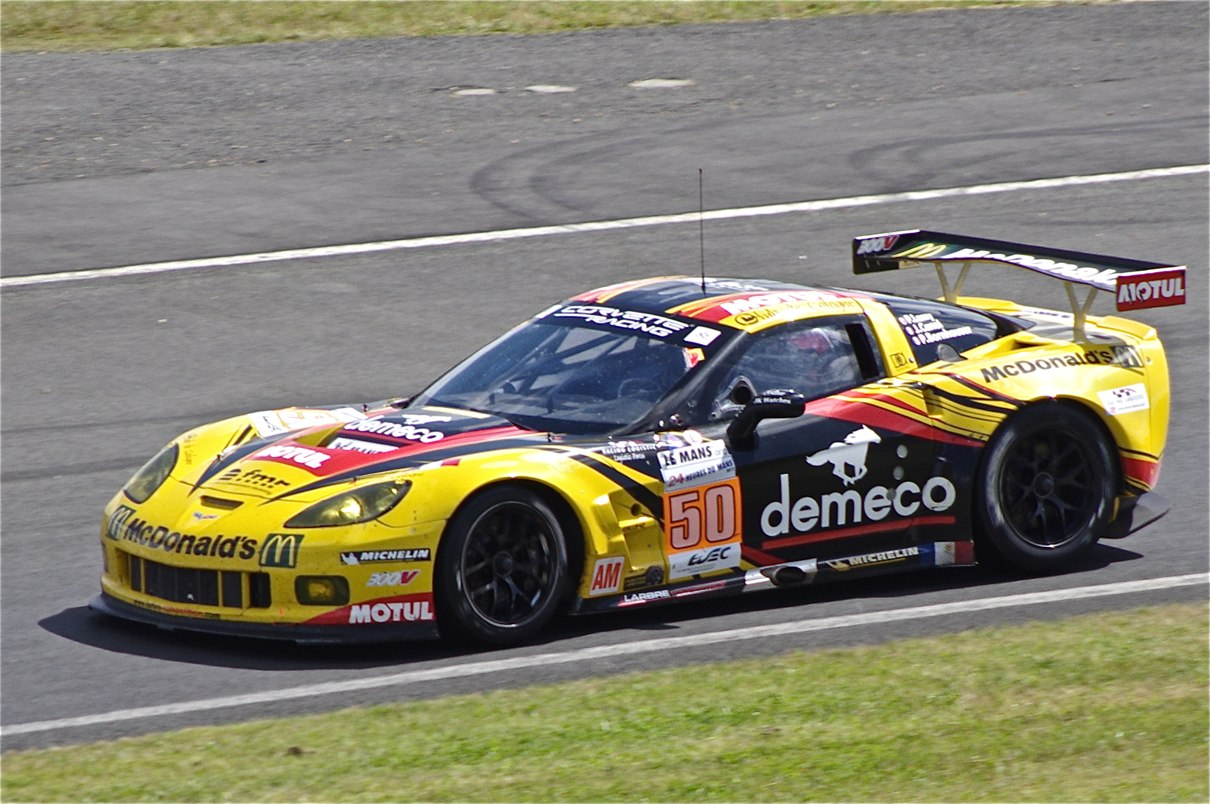
Larbre Compétition ha vinto il FIA Endurance Trophy per i team LMGTE AM con le loro Chevrolet Corvette

Larbre Compétition ha vinto il LMGTE Am Trophy alla 6 Ore di Shanghai, vincendo tre gare con una delle sue due Chevrolet Corvette.
| Pos. | Team                   | SEB | SPA | LMS | SIL | SÃO | BHR | FUJ | SHA | Punti |
| ---- | ---------------------- | --- | --- | --- | --- | --- | --- | --- | --- | ----- |
| 1    | Larbre Compétition     | 2   | 2   | 1   | 4   | 2   | 4   | 1   | 1   | 179   |
| 2    | Team Felbermayr-Proton | 1   | 1   | Rit | 2   | 1   | 1   | 3   | 2   | 153   |
| 3    | Krohn Racing           | 5   | 5   | 2   | 3   | Rit | 3   | 2   | 3   | 119   |
| 4    | AF Corse-Waltrip       | 4   | DNS | 4   | 1   | 3   | 2   |     | 4   | 108   |
| 5    | JWA-Avila              | 6   | 4   | 5   | 5   | 4   | 6   | 5   | 6   | 88    |
| 6    | Luxury Racing          | DNS | 3   | Rit |     |     |     |     |     | 18    |